# Bəydili (Biləsuvar)
Bəydili è un comune dell'Azerbaigian situato nel distretto di Biləsuvar. Conta una popolazione di 5 276 abitanti.